# Ventilación (fisiología)
En fisiología respiratoria, se denomina ventilación al intercambio de aire entre el medio ambiente y los pulmones por medio de la inhalación y exhalación. Entonces, para los organismos con pulmones, es lo que popularmente se conoce como respiración. Por lo general la ventilación ocurre con un patrón rítmico, y la frecuencia de este patrón se denomina frecuencia de ventilación (o, por una convención de hecho, frecuencia respiratoria, aunque en un sentido preciso, ventilación es en realidad un hipónimo, no un sinónimo, de respiración).
Los volúmenes y frecuencias de ventilación se caracterizan de acuerdo a las siguientes definiciones:
| Medición                      | Símbolo                        | Ecuación                                                         | Descripción |
| Ventilación minuto            | {\displaystyle {\dot {V}}_{E}} | = volumen corriente * frecuencia respiratoria                    | el volumen total de gas que ingresa a los pulmones por minuto.                                                    |
| Ventilación alveolar          | {\displaystyle {\dot {V}}_{A}} | = (volumen corriente - espacio muerto) * frecuencia respiratoria | volumen de gas que alcanza los alvéolos por unidad de tiempo.                                                     |
| Ventilación de espacio muerto | {\displaystyle {\dot {V}}_{D}} | = espacio muerto * frecuencia respiratoria                       | el volumen de gas por unidad de tiempo que no alcanza los alvéolos, y por lo tanto permanece en las vías aéreas). |

## Valores de muestra
| Medición                                         | Valor de muestra en reposo | Valor de muestre bajo ejercicio moderado |
| ------------------------------------------------ | -------------------------- | ---------------------------------------- |
| Volumen corriente                                | 0.5 L                      | 3.0 L                                    |
| Frecuencia respiratoria                          | 12 respiraciones/minuto    | 30 respiraciones/minuto                  |
| Ventilación minuto                               | 6.0 L/min                  | 90 L/min                                 |
| Espacio muerto                                   | 0.15 L                     | 0.15 L                                   |
| Ventilación de espacio muerto                    | 1.8 L/min                  | 4.5 L/min                                |
| Ventilación alveolar                             | 4.2 L/min                  | 85.5 L/min                               |
| Capacidad funcional residual (CFR)               | 2.5 L                      | 2.5 L                                    |
| Ventilación específica (volumen corriente / CFR) | 0.2                        |                                          |

La ventilación pulmonar puede ser evaluada utilizando un tubo respiratorio o espirómetro, midiendo el movimiento del pecho y paredes abdominales usando pletismografía de inductancia respiratoria, o aislando al sujeto en una cámara metabólica cerrada (pletismografía corporal).